# Boris Beck
Boris Beck (* 17. August 1973) ist ein ehemaliger deutscher Basketballspieler. Der 2,17 Meter große Centerspieler spielte während seiner Karriere unter anderem für TV Langen in der Basketball-Bundesliga sowie für mehrere Zweitligisten.

## Laufbahn
Beck stammt aus Hamburg, wo er im Frühjahr 1989 mit dem Basketball begann. Er spielte für den Eidelstedter SV und wurde in die Auswahl des Hamburger Basketball-Verbands berufen. 1990/1991 spielte Beck an der Broadneck High School im US-Bundesstaat Maryland. Er wurde in den Kader der Junioren-Nationalmannschaft berufen und wechselte zur Saison 1991/92 zum TV Langen in die Basketball-Bundesliga, wo er unter anderem an der Seite von Denis Wucherer, Carsten Heinichen und Tim Nees spielte. Mit dem Verein stieg er im Frühling 1992 in die 2. Basketball-Bundesliga ab und blieb bis 1996 in Langen.
Beck ging zur Saison 1996/97 zum Zweitligisten DJK Würzburg, zu seinen Mannschaftskollegen gehörte der spätere NBA-Star Dirk Nowitzki. 1998 wurde er mit Würzburg Meister der 2. Bundesliga Süd. Später spielte er mit Nürnberg (1998 bis 2000) und Ansbach (ab 2000) für weitere Zweitligisten sowie 2003/04 für den Oberligisten BG Hamburg-West und 2004/05 für den MTV Itzehoe (2. Regionalliga).